# Derince
Derince – miasto w Turcji w prowincji Kocaeli.
Według danych na rok 2000 miasto zamieszkiwało 93 997 osób.